# Amsterdam EXPO
Amsterdam EXPO was een tentoonstellingsruimte op de Zuidas in Amsterdam, in het stadsdeel Amsterdam-Zuid. In Amsterdam EXPO waren grote internationale reizende tentoonstellingen te zien. Naast de expositieruimte van ruim 3.000 m² bevatte Amsterdam EXPO ook een EXPO Café en EXPO Shop.
In februari 2015 ging Amsterdam EXPO failliet. De EXPO was de enige publieke attractie op de Zuidas, die verder vooral banken en advocatenkantoren huisvest. De instelling bleef nog tot 1 maart dat jaar open.

## Tentoonstellingen
- BODY WORLDS & The Story of the Heart (januari 2012 – juni 2012)
- Toetanchamon, zijn graf en zijn schatten (november 2012 – mei 2013)
- Pixar: 25 Years of Animation (mei 2013 – oktober 2013)
- Titanic: The Artifact Exhibition (november 2013 – mei 2014)
- The Art of the Brick (mei 2014 – oktober 2014)
- Giants of the Ice Age (vanaf 27 november 2014 – 1 maart 2015)
- Titanic (april 2013 – mei 2013)